# AMD FirePro

AMD FirePro va ser la marca de targetes gràfiques d'AMD dissenyades per utilitzar-les en estacions de treball i servidors amb disseny assistit per ordinador (CAD), imatges generades per ordinador (CGI), creació de contingut digital (DCC) i aplicacions d'alt rendiment / GPGPU. Els xips GPU de les targetes gràfiques de la marca FirePro són idèntics als que s'utilitzen a les targetes gràfiques de la marca Radeon. Els productes finals (és a dir, la targeta gràfica) es diferencien substancialment pels controladors de dispositius gràfics proporcionats i pel suport professional disponible per al programari. La línia de productes es divideix en dues categories: la sèrie d'estacions de treball "W" centrada en l'estació de treball i centrada principalment en gràfics i visualitzacions, i la sèrie de servidors "S" centrada en la virtualització i GPGPU/informàtica d'alt rendiment.
El llançament de la Radeon Pro Duo l'abril de 2016 i l'anunci de la sèrie Radeon Pro WX el juliol de 2016 van marcar la successió de Radeon Pro com a solució de targeta gràfica d'estació de treball professional d'AMD. Radeon Instinct és la marca actual de servidors.
Els competidors incloïen la sèrie de productes de la marca Quadro de Nvidia i, fins a cert punt, la sèrie de productes de la marca Nvidia Tesla i els productes de la marca Xeon Phi d'Intel.

## Història
La línia FireGL va ser desenvolupada originalment per l'empresa alemanya Spea Software AG fins que va ser adquirida per Diamond Multimedia el novembre de 1995. La primera placa FireGL va utilitzar el xip de processador 3D GLINT 3Dlabs.
Les marques obsoletes són ATI FireGL, ATI FirePro 3D i AMD FireStream.
El juliol de 2016, AMD va anunciar que substituiria la marca FirePro per Radeon Pro per a estacions de treball. La nova marca per a servidors és Radeon Instinct.

Els controladors en mode d'usuari i els controladors en mode nucli per als productes AMD FirePro tenen funcions addicionals i també (no es mostren aquí) interfícies addicionals.

## Característiques

### Suport multi-monitor
AMD Eyefinity admet configuracions de diversos monitors. Una targeta gràfica pot conduir fins a un màxim de sis monitors; el nombre admès depèn del producte diferent i del nombre de pantalles DisplayPort. El controlador del dispositiu facilita la configuració de diversos modes de grup de visualització.

### Diferències amb la línia Radeon
La línia FirePro està dissenyada per a la creació de contingut multimèdia intensiva en càlcul (com ara editors de vídeo) i programari de disseny d'enginyeria mecànica (com ara programes CAD). Els seus homòlegs Radeon són adequats per a videojocs i altres aplicacions de consum. Com que utilitzen els mateixos controladors (Catalyst) i es basen en les mateixes arquitectures i chipsets, les principals diferències es limiten essencialment al preu i al rendiment de doble precisió. Tanmateix, algunes targetes FirePro poden tenir diferències de característiques importants amb la targeta Radeon equivalent, com ara ECC RAM i diferents sortides de visualització física.

AMD DirectGMA és una funció que es pot utilitzar amb els productes AMD FirePro.

Des de la sèrie 2007, els productes FireGL/FirePro de gamma alta i ultra-alta (basats en l'arquitectura R600) han implementat oficialment el processament de fluxos. La línia de targetes de vídeo Radeon, tot i que està present al maquinari, no va oferir cap suport per al processament de flux fins a la sèrie HD 4000 on s'ofereix suport OpenCL 1.0 de nivell beta, i la sèrie HD 5000 i posteriors, on s'ofereix suport complet OpenCL 1.1.